# Медаль Стено
Медаль Стено — награда Геологического общества Дании, вручаемая выдающимся геологам. Основана в 1969 году. Названа в честь Нильса Стенсена, известного также как Николас Стено. Вручается каждые 4-5 лет. Учреждение награды стало возможным благодаря подарку горнодобывающей компании Kryolitselskabet Øresund A/S.

## Награждённые
С 1969 года произошло 9 награждений медалью:
2015: Жанна Бличер-Тофт, Франция (геохимия высоких температур, петрология и геохронология)
2009: Finn Surlyk, Дания
1998: Katharina von Salis Perch Nielsen, Швейцария (микропалеонтологические исследования в Дании и Гренландии)
1993: John Callomon (палеонтологические исследования в Гренландии)
1989: Victor R. McGregor, Новая Зеландия/Дания/Гренландия
1984: Jörn Thiede, Германия
1979: en:Stephen Moorbath, Великобритания (геология изотопов, датировка докембрийских отложений в Западной Гренландии)
1974: John Haller, Швейцария (тектоника, Восточная Гренландия)
1969: Сигурдур Тораринссон, Исландия (вулканология, тефрохронология - получил медаль первым)